# Max Launch Abort System
Il Max Launch Abort System (MLAS) era un'alternativa proposta al sistema di fuga dal launch escape system (LES) inventato da Maxime Faget  progettato per essere utilizzato dalla NASA per la capsula Orion in caso che richiedesse un aborto immediato. L'MLAS è stato progettato con l'obiettivo di ridurre l'altezza di Orion / Ares I riducendo allo stesso tempo i problemi di peso e di centro di gravità di un LES tradizionale. Ci si aspettava anche che l'MLAS a forma di proiettile fornisse migliori qualità aerodinamiche durante i primi due minuti di volo, riducendo le sollecitazioni quando il veicolo incontra la regione del "max Q" nel volo ipersonico. Si prevedeva inoltre che MLAS semplificasse la produzione, poiché sarebbe stato impiegato l'hardware esistente.

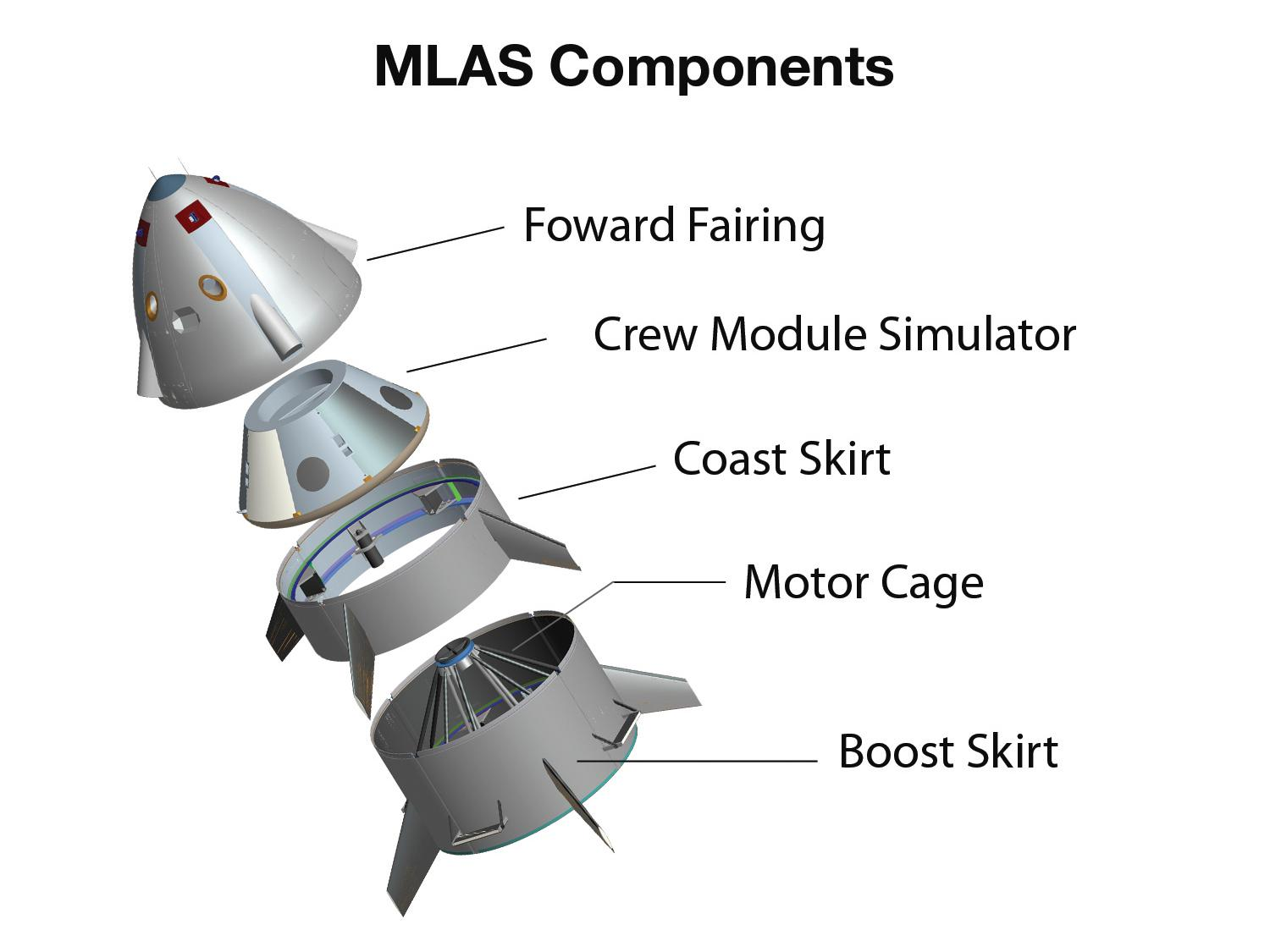
Componenti del Max Launch Abort System

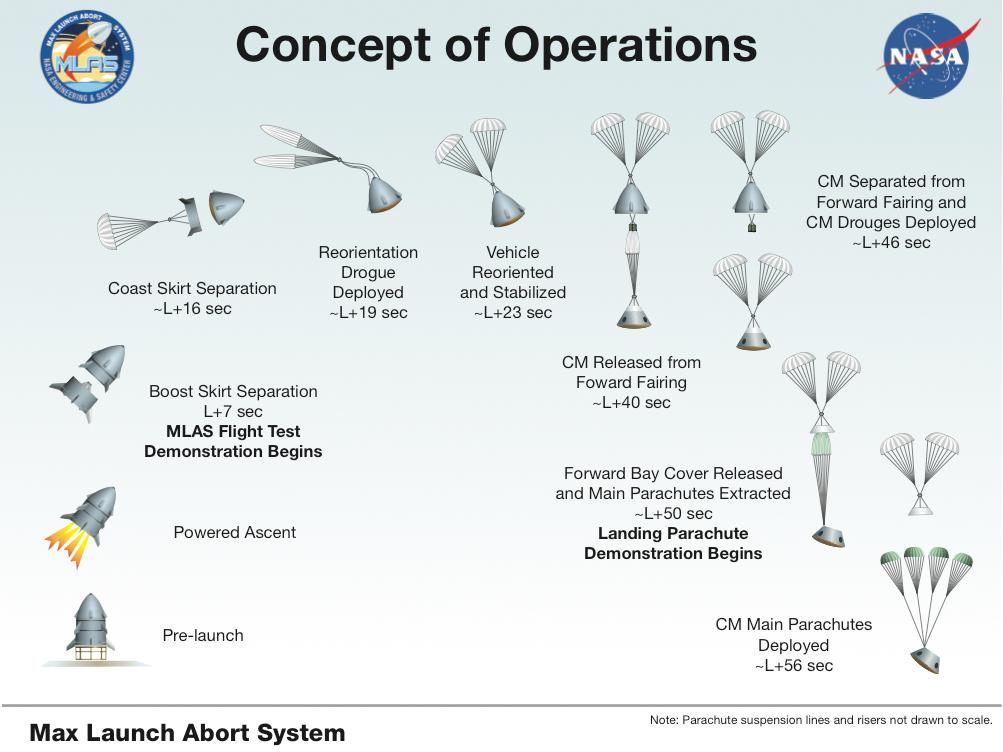

Il concetto MLAS è stato abbandonato con la trasformazione del Crew Exploration Vehicle in Orion Multi-Purpose Crew Vehicle, e il passaggio del veicolo di lancio da Ares I al Delta IV Heavy o Space Launch System.

## Test del 9 Luglio 2009
Un test di volo del Max Launch Abort System è stato eseguito presso la Wallops Flight Facility della NASA l'8 luglio 2009 alle 10:26 UTC.Uno degli obiettivi principali del test era la separazione di una finta capsula dell'equipaggio. Il veicolo di prova pesava oltre 20.000 kg ed era alto più di 10 m. Il veicolo di prova era diverso dall'attuale sistema proposto in molti modi. La differenza principale era che i quattro razzi di propulsione non erano situati nella carenatura anteriore, ma in una zona di spinta situata nella parte inferiore del veicolo di prova. I razzi nella carenatura erano rappresentati da manichini geometrici. La spinta propulsiva non era bilanciata tra i razzi da un sistema collettore, contrariamente a quanto previsto con il sistema attuale.